# Taravai
Taravai – druga co do wielkości wyspa z grupy Wysp Gambiera na Oceanie Spokojnym, w Polinezji Francuskiej. Taravai położona jest około 2 km na zachód od największej wyspy archipelagu Mangarevy.
Zamieszkana przez Polinezyjczyków w liczbie 8 stałych mieszkańców (2017), jej powierzchnia to 5,7 km². Na wyspie znajduje się jedna miejscowość, położona przy zatoce po wschodniej stronie wyspy.